# George Halsey Perley
Pour les articles homonymes, voir Perley.
George Halsey Perley (12 septembre 1857-4 janvier 1938) est un diplomate et homme politique fédéral du Québec.

## Biographie
Né à Lebanon dans le comté de Grafton, New Hampshire, George H. Perley fait ses études élémentaires à Concord dans le New Hampshire et à Ottawa. Il complète ensuite avec un baccalauréat en arts à l'Université Harvard en 1878.

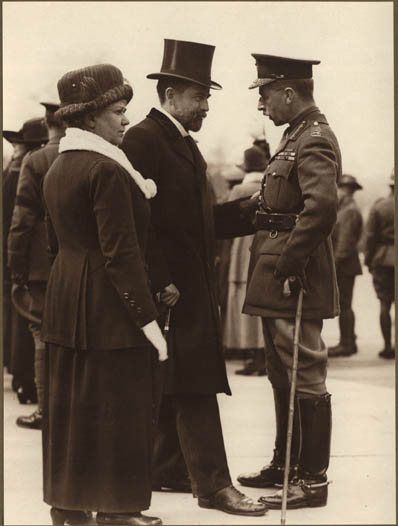
Sir George Perley et sa femme inspectent un officier canadien durant la Grande Guerre.

Élu comme député du Parti conservateur en 1904 dans le comté d'Argenteuil. Il sert ensuite au Haut-commissariat dans le ministère britannique des Forces militaires d'outre-mer durant la Première Guerre mondiale en tant que représentant du gouvernement de Robert Laird Borden. Il ne se représente pas en 1917. Il revient en politique en 1925 dans le comté d'Argenteuil. En 1926, il sert comme Secrétaire d'État du Canada dans le gouvernement d'Arthur Meighen et ensuite ministre sans portefeuille dans le gouvernement de Richard Bedford Bennett.
Il est le fils de William Goodhue Perley qui est député fédéral de la circonscription ontarienne de Cité d'Ottawa de 1887 à 1890.
Avant de devenir député il a sans succès tenté sa chance dans la circonscription ontarienne de Russell en 1900 et dans Argenteuil en 1902. Il est finalement élu dans cette dernière en 1904.
Il est mort en 1938 à l'âge de 80 ans.